# Park Zizhuyuan

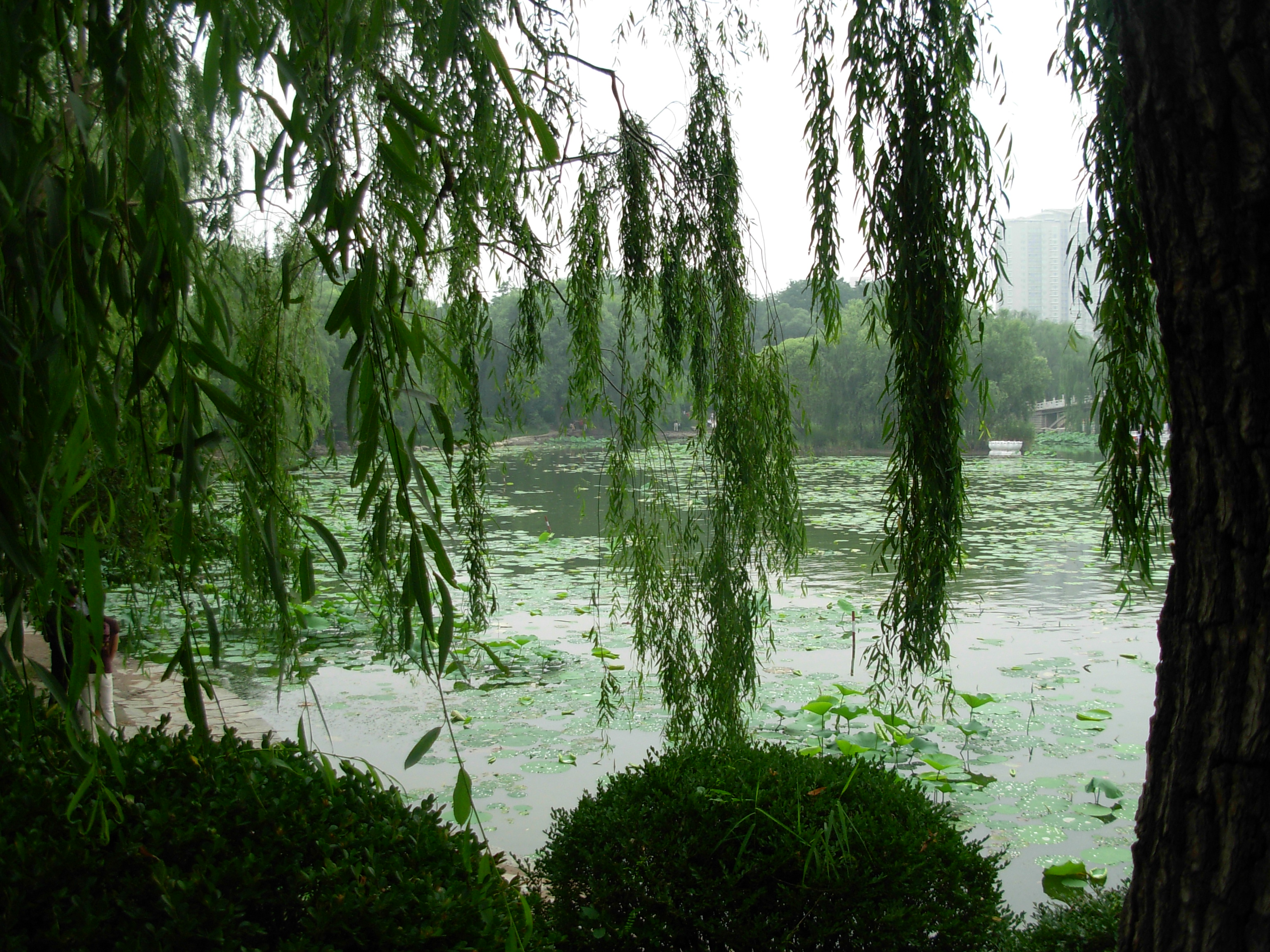
Widok na jezioro

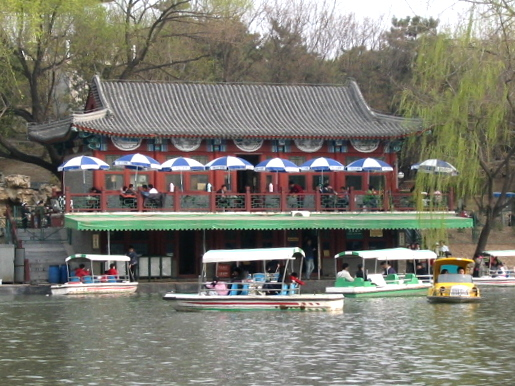
Herbaciarnia w jednym z nadbrzeżnych pawilonów

Park Zizhuyuan (chiń. upr. 紫竹院公园, chiń. trad. 紫竹院公園, pinyin Zǐzhúyuàn Gōngyuán) – park miejski położony w dzielnicy Haidian w Pekinie, na zachód od ogrodu zoologicznego.
Nazwa parku, oznaczająca dosłownie park czarnego/purpurowego bambusa, pochodzi od rosnących na jego obszarze około 50 różnych gatunków tej rośliny. Obejmuje on powierzchnię 14 hektarów, z czego większość zajmują trzy połączone ze sobą sztuczne jeziora. Wykopano je w czasach dynastii Yuan jako zbiorniki retencyjne, a z pozyskanej w ten sposób ziemi usypano okoliczne pagórki. Przez park przepływa także rzeka Chang He. Wzdłuż brzegów jezior znajdują się liczne pawilony i skalniaki. Park stanowi popularne miejsce wypoczynku i rekreacji, z herbaciarniami, kawiarniami i straganem rękodzieła.
Historia parku sięga III wieku. W okresie dynastii Ming odbywały się tu obchody święta Qingmingjie, a nad brzegiem rzeki Chang He wzniesiono świątynię. Za rządów Qingów świątynię przekształcono w pałacyk, w którym cesarze wypoczywali w czasie rejsów do Pałacu Letniego. Obecnie budowla ta już nie istnieje, a jedyną pozostałością po niej są dwie kamienne stele i zarysy fundamentów nad brzegiem rzeki. Po upadku monarchii park utracił swoją funkcję i w okresie republikańskim na jego obszarze znajdowały się pola ryżowe. Po utworzeniu Chińskiej Republiki Ludowej w 1949 roku restytuowano park.